# Tercera División de España 2016-17 / Grupo IV
La temporada 2016-17 del Grupo IV de la Tercera División de España de fútbol comenzó en agosto de 2016 y finalizó en mayo de 2017.
Los cuatro primeros clasificados disputaron la promoción de ascenso a Segunda División B.

## Participantes

### Equipos por provincia
| N.º | Comunidad autónoma | Equipos |
| --- | ------------------ | --- |
| 12  | Vizcaya            | Aurrera KE, Bermeo FT, CD Basconia, CD Getxo, CD Santurtzi, Club Portugalete, Cultural de Durango, Santutxu FC, Balmaseda FC, SD Deusto, Sodupe UC y Zalla UC. |
| 5   | Guipúzcoa          | CD Lagún Onak, Pasaia KE, R. Sociedad C, SD Beasáin y Tolosa CF.                                                                                               |
| 3   | Álava              | Amurrio Club, Dep. Alavés B y CD Vitoria. |

### Ascensos y descensos
| Pos. | Descendidos de Segunda B |
| ---- | ------------------------ |
| 19.º | Sestao River             |
| 20.º | SD Zamudio               |

| Pos. | Ascendidos de División de Honor de Vizcaya |
| ---- | ------------------------------------------ |
| 1.º  | JD Somorrostro                             |

| Pos. | Ascendidos de División de Honor Regional de Guipúzcoa |
| ---- | ----------------------------------------------------- |
| 1.º  | CD Anaitasuna                                         |

| Pos. | Ascendidos de Regional Preferente de Álava |
| ---- | ------------------------------------------ |
| 1.º  | CD Aurrerá de Vitoria                      |

20 equipos de la comunidad autónoma de País Vasco 
| Amurrio Aurrera Ondarroa D. Alavés B Balmaseda Basconia Beasáin Bermeo Durango Deusto Getxo Lagun Onak Pasaia Portugalete R Sociedad C Sodupe Santurtzi Santutxu Tolosa Vitoria Zalla |

| Equipo              | Localidad           | Estadio                    | Capacidad |
| ------------------- | ------------------- | -------------------------- | --------- |
| D. Alavés B         | Vitoria             | Ibaia                      | 300       |
| Amurrio             | Amurrio             | Basarte                    | 4.000     |
| Aurrera Ondarroa    | Ondárroa            | Zaldupe                    | 1.000     |
| Balmaseda           | Valmaseda           | La Baluga                  | 206       |
| Basconia            | Basauri             | Artunduaga                 | 8.500     |
| Beasáin             | Beasáin             | Loinaz                     | 1.000     |
| Bermeo              | Bermeo              | Itxas Gane                 | 3.000     |
| Cultural de Durango | Durango             | Tabira                     | 3.000     |
| Deusto              | Bilbao              | Etxezuri                   | 1.000     |
| Getxo               | Guecho              | Fadura                     | 1.824     |
| Lagun Onak          | Azpeitia            | Garmendipe                 | 2.500     |
| Pasaia              | Pasajes             | Jesús Mari Zamora          | 2.000     |
| Portugalete         | Portugalete         | La Florida                 | 4.000     |
| R. Sociedad C       | San Sebastián       | Zubieta                    | 1.000     |
| Santurtzi           | Santurce            | San Jorge                  | 2.000     |
| Santutxu            | Bilbao              | Maiona                     | 4.000     |
| Sodupe              | Güeñes              | Lorenzo Hurtado de Saratxo | 3.000     |
| Tolosa              | Tolosa              | Berazubi                   | 3.000     |
| Vitoria             | Nanclares de la Oca | Arrate                     | 1.000     |
| Zalla               | Zalla               | Landaberri                 | 3.000     |

## Clasificación
| Pos. | Equipo               | Pts. | PJ | G  | E  | P  | GF | GC | Dif. |                                        |
| ---- | -------------------- | ---- | -- | -- | -- | -- | -- | -- | ---- | -------------------------------------- |
| 1    | Deportivo Alavés "B" | 74   | 38 | 22 | 8  | 8  | 57 | 20 | +37  | Promoción de ascenso para campeones    |
| 2    | C.D. Vitoria         | 72   | 38 | 22 | 6  | 10 | 60 | 39 | +21  | Promoción de ascenso para no campeones |
| 3    | S.C.D. Durango       | 71   | 38 | 19 | 14 | 5  | 56 | 27 | +29  | Promoción de ascenso para no campeones |
| 4    | S.D. Beasain         | 70   | 38 | 20 | 10 | 8  | 51 | 29 | +22  | Promoción de ascenso para no campeones |
| 5    | Club Portugalete     | 69   | 38 | 18 | 15 | 5  | 56 | 39 | +17  |                                        |
| 6    | Club Bermeo          | 56   | 38 | 14 | 14 | 10 | 53 | 41 | +12  |                                        |
| 7    | S.D. Deusto          | 55   | 38 | 14 | 13 | 11 | 46 | 45 | +1   |                                        |
| 8    | C.D. Santurtzi       | 53   | 38 | 13 | 14 | 11 | 44 | 38 | +6   |                                        |
| 9    | Balmaseda F.C.       | 51   | 38 | 13 | 12 | 13 | 41 | 40 | +1   |                                        |
| 10   | C.D. Basconia        | 48   | 38 | 12 | 12 | 14 | 50 | 55 | −5   |                                        |
| 11   | Sodupe U.C.          | 47   | 38 | 13 | 8  | 17 | 55 | 67 | −12  |                                        |
| 12   | Amurrio Club         | 46   | 38 | 11 | 13 | 14 | 39 | 39 | 0    |                                        |
| 13   | C.D. Getxo           | 45   | 38 | 13 | 6  | 19 | 39 | 45 | −6   |                                        |
| 14   | C.D. Lagun Onak      | 45   | 38 | 12 | 9  | 17 | 30 | 47 | −17  |                                        |
| 15   | Real Sociedad "C"    | 44   | 38 | 10 | 14 | 14 | 36 | 35 | +1   |                                        |
| 16   | Santutxu F.C.        | 41   | 38 | 8  | 17 | 13 | 38 | 45 | −7   |                                        |
| 17   | Tolosa C.F.          | 39   | 38 | 9  | 12 | 17 | 32 | 49 | −17  | Descenso a Divisiones Regionales       |
| 18   | Aurrera K.E.         | 38   | 38 | 9  | 11 | 18 | 27 | 54 | −27  | Descenso a Divisiones Regionales       |
| 19   | Zalla U.C.           | 33   | 38 | 7  | 12 | 19 | 39 | 63 | −24  | Descenso a Divisiones Regionales       |
| 20   | Pasaia K.E.          | 29   | 38 | 7  | 8  | 23 | 35 | 67 | −32  | Descenso a Divisiones Regionales       |

 Fuente: Fútbol Regional

## Resultados
En las filas se indican los partidos que se juegan en casa y en las columnas los que se juegan fuera. Los resultados que se indiquen junto a un asterisco (*) son los decretados tras la retirada de algún club de la competición.
|                 | ALV | AMU | AUR | BAL | BAS | BEA | BER | CDU | DEU | GET | LAG | PAS | POR | RSC | SNZ | STX | SOD | TOL | VIT | ZAL |
| D. Alavés B     |     | 0-0 | 2-0 | 1-0 | 4-0 | 0-1 | 1-1 | 1-2 | 1-0 | 4-0 | 2-0 | 2-0 | 2-0 | 0-1 | 2-0 | 4-0 | 4-0 | 2-2 | 2-1 | 4-1 |
| Amurrio C.      | 1-1 |     | 2-2 | 1-1 | 1-2 | 1-1 | 1-1 | 1-0 | 2-0 | 1-0 | 0-1 | 4-0 | 1-1 | 0-0 | 2-0 | 0-1 | 3-1 | 1-0 | 0-1 | 2-1 |
| Aurrera K.E.    | 0-2 | 2-0 |     | 0-0 | 0-0 | 0-2 | 0-1 | 1-1 | 2-0 | 0-1 | 1-0 | 2-2 | 0-3 | 0-3 | 2-1 | 1-1 | 1-1 | 1-0 | 0-1 | 1-0 |
| Balmaseda F.C.  | 1-0 | 0-1 | 4-0 |     | 1-1 | 0-1 | 1-0 | 0-0 | 3-2 | 2-0 | 1-0 | 1-0 | 1-1 | 1-0 | 0-2 | 1-1 | 2-2 | 1-0 | 1-2 | 3-3 |
| C.D. Basconia   | 0-2 | 0-0 | 4-0 | 1-2 |     | 0-1 | 3-3 | 2-2 | 3-1 | 1-2 | 2-2 | 1-1 | 4-3 | 3-1 | 2-1 | 2-1 | 3-1 | 1-2 | 0-3 | 2-0 |
| S.D. Beasáin    | 1-0 | 1-0 | 1-1 | 1-0 | 4-0 |     | 2-3 | 1-0 | 2-1 | 0-0 | 0-1 | 1-2 | 4-0 | 2-0 | 0-0 | 1-1 | 3-1 | 0-2 | 1-2 | 3-0 |
| Bermeo F.T.     | 1-2 | 4-0 | 1-0 | 3-0 | 1-1 | 3-1 |     | 1-0 | 2-1 | 1-1 | 1-1 | 3-1 | 0-0 | 2-1 | 1-1 | 2-0 | 1-2 | 1-1 | 2-0 | 6-1 |
| S.C.D. Durango  | 1-1 | 1-0 | 1-1 | 1-0 | 2-1 | 1-1 | 0-0 |     | 1-1 | 0-1 | 4-0 | 3-1 | 2-0 | 0-0 | 0-0 | 1-1 | 1-0 | 2-1 | 3-0 | 3-0 |
| S.D. Deusto     | 2-1 | 2-1 | 2-0 | 1-1 | 0-0 | 1-0 | 5-2 | 2-4 |     | 1-1 | 0-0 | 4-1 | 1-1 | 0-0 | 1-0 | 0-0 | 2-0 | 2-0 | 1-1 | 1-0 |
| C.D. Getxo      | 1-0 | 1-0 | 0-2 | 0-2 | 0-2 | 0-2 | 1-0 | 0-1 | 1-2 |     | 2-0 | 2-0 | 1-2 | 0-1 | 3-1 | 1-3 | 2-4 | 0-0 | 1-2 | 4-0 |
| C.D. Lagun Onak | 0-2 | 2-0 | 2-1 | 0-3 | 0-0 | 0-1 | 2-0 | 0-3 | 1-1 | 0-4 |     | 2-0 | 1-2 | 0-2 | 0-1 | 2-1 | 1-0 | 0-1 | 2-1 | 1-0 |
| Pasaia K.E.     | 0-1 | 1-1 | 0-2 | 1-0 | 1-2 | 2-2 | 3-2 | 2-3 | 0-1 | 2-0 | 1-1 |     | 0-2 | 2-2 | 0-2 | 0-2 | 1-3 | 2-1 | 1-3 | 3-0 |
| C. Portugalete  | 0-2 | 3-1 | 2-1 | 2-1 | 0-0 | 3-1 | 0-0 | 2-2 | 1-1 | 0-0 | 1-1 | 2-1 |     | 0-0 | 2-1 | 0-0 | 1-1 | 1-1 | 3-0 | 2-1 |
| R. Sociedad C   | 1-2 | 0-2 | 0-0 | 1-1 | 2-2 | 0-0 | 2-0 | 0-0 | 1-1 | 1-0 | 2-1 | 0-1 | 1-2 |     | 1-1 | 0-1 | 2-0 | 2-1 | 0-1 | 2-2 |
| C.D. Santurtzi  | 0-0 | 0-0 | 3-0 | 2-1 | 1-0 | 1-1 | 2-1 | 1-2 | 3-0 | 1-0 | 1-1 | 2-0 | 2-4 | 2-0 |     | 0-0 | 0-1 | 0-0 | 1-1 | 3-2 |
| Santutxu F.C.   | 0-1 | 3-3 | 0-1 | 0-0 | 3-1 | 2-2 | 0-1 | 0-2 | 1-2 | 4-2 | 3-0 | 1-1 | 0-2 | 2-2 | 1-1 |     | 0-2 | 0-0 | 1-0 | 2-2 |
| Sodupe U.C.     | 1-1 | 1-4 | 5-1 | 3-1 | 3-1 | 0-1 | 1-1 | 0-2 | 2-0 | 1-4 | 0-2 | 1-1 | 3-3 | 1-0 | 3-2 | 2-0 |     | 3-0 | 3-4 | 0-3 |
| Tolosa C.F.     | 0-0 | 1-0 | 1-1 | 1-2 | 2-1 | 0-2 | 1-1 | 1-3 | 1-3 | 0-0 | 0-1 | 1-0 | 0-1 | 0-5 | 0-1 | 2-1 | 3-1 |     | 2-1 | 2-2 |
| C.D. Vitoria    | 1-0 | 2-1 | 3-0 | 4-1 | 1-0 | 0-1 | 0-0 | 2-1 | 5-1 | 2-0 | 2-1 | 1-0 | 1-2 | 1-0 | 2-2 | 1-1 | 6-2 | 1-1 |     | 0-1 |
| Zalla U.C.      | 0-1 | 1-1 | 2-0 | 1-1 | 1-2 | 1-2 | 2-0 | 1-1 | 0-0 | 0-3 | 1-1 | 4-1 | 0-2 | 1-0 | 2-2 | 0-0 | 0-0 | 3-1 | 0-1 |     |